# Pic de Sotllo
|  | «Sotllo» redirigeix aquí. Vegeu-ne altres significats a «Sotllo (desambiguació)». |

El Pic de Sotllo és un cim de 3.072,8 metres situat a la frontera entre el Pallars Sobirà (Catalunya) i l'Arieja (França), dins el Parc Natural de l'Alt Pirineu.
Aquest cim està inclòs al llistat dels 100 cims de la FEEC.

## Ruta normal
La via clàssica d'ascens és remuntant la Vall Ferrera. Calen unes 6 hores per fer els 1400 metres de desnivell. Es passa pel refugi de Vall Ferrera i la Coma d'Estats. Un cop s'arriba al port de Sotllo (2894 m) hi ha una carena fàcil fins al cim.